# 太平洋粗唇海鯽
太平洋粗唇海鲫，為輻鰭魚綱鱸形目隆頭魚亞目海鯽科的其中一種，分布於東太平洋區，從美國阿拉斯加州Wrangell至墨西哥加利福尼亞灣中部海域，棲息深度可達46公尺，體長可達44.2公分，成魚生活海帶生長的岩石海域，屬肉食性，以軟體動物、螃蟹、藤壺等為食，胎生，可做為食用魚、觀賞魚及遊釣魚。